# Neoclytus provoanus
Neoclytus provoanus là một loài bọ cánh cứng trong họ Cerambycidae.